# 東北発☆未来塾
『東北発☆未来塾』（とうほくはつみらいじゅく）は、NHK教育テレビジョン（NHK Eテレ）で2012年4月6日から2017年3月20日に渡り、5年間放送されていた東日本大震災復興支援のための教養番組である。

## 概要
2011年3月11日に発生した東北地方太平洋沖地震以後、東北地方の被災地では、復興へ向けた取り組みが始まろうとしている。その震災復興へ向けた人材を育てるために、特に高校生・大学生を中心にこれから就職活動をしていこうとする若者を対象にしたテレビ研修会を1年を通じて開催する。
実際に町おこしに取り組む企業や団体のトップを講師に、地域創生、自然や環境との共生など今後の復興に必要な情報や知識を、毎月1テーマ（4回。5週ある場合の第5週は特別編）で取り上げていく。2013年度からはNHK東日本大震災プロジェクトの「公開復興サポート　明日へ」キャンペーンの一環として被災地での交流イベントで行われている公開講義の模様も随時放送されている。解説放送（ステレオ2）、字幕放送あり。
2017年3月20日でレギュラー放送を終了、3月25日の放送の「"卒業"スペシャル」をもって本シリーズは終了したが、2017年度からは新シリーズ『未来塾』として、放送波を総合テレビに移動し、5月7日より『明日へ -支えあおう-』の一企画として放送されている。また稀にEテレで『未来塾』の特別番組が放送されることがある。

## 出演
MC
- サンドウィッチマン

ナレーション
- 瀧本美織（初代ナレーション、開始 - 2013年9月期）
- 川島海荷（2代目ナレーション、2013年10月期 - 2015年3月期）
- 神田沙也加（スペシャル番組ナレーション、2015年3月7日）
- 吉本実憂（3代目ナレーション、2015年4月期 - ）
- 多部未華子（4代目ナレーション、2016年4月期 - ）

### テーマ
- 2012年度
  - 3月：キックオフ（事前特番、3月11日20:00 - 21:00）夢を描くちから（講師・山崎亮）
  - 4月：風評被害に負けない観光地作り（講師・星野佳路）
  - 5月：街を計画するチカラ（講師・小野田泰明）
  - 6月：人を支えるチカラ（講師・木山啓子）

※第5週は「名言集 〜これが未来へのゴールデンルールだ〜」 - 過去3ヶ月間の講義の復習を兼ねて、復興に尽力する人たちの名言を振り返った。
  - 7月：起業のチカラ（講師：加藤徹生）
  - 8月：つながるチカラ（講師：津田大介）

※第5週は「生放送スペシャル　いまこそ　つながろう!」 - 8月1ヶ月間の講義をまとめると共に、塾生が考える復興へのアイデア、またそれに関して視聴者はどう思っているかをツィッターやメールの募集による意見の交換を通して考えた。
  - 9月：森を生かすチカラ（講師：稲本正）
  - 10月：こころをケアーするチカラ（講師：桑山紀彦）
  - 11月：教育のチカラ（講師：尾木直樹）

※第5週は「特別編　未来を切りひらけ!　塾生奮闘記」 - これまでの8ヶ月間の講義の復習、ならびにこの講義に参加する塾生のその後を取材し、講義の参加が復興作業にどのような影響をもたらしたかを見た。
  - 12月：広告のチカラ（講師：箭内道彦）
  - 1月：リーダーのチカラ（講師：西條剛央）
  - 2月：防災のチカラ（講師：今村文彦）
  - 3月：「公開復興サポート　明日へ」の仙台市会場で行われた公開講座（1週完結）
    1. 「教育のチカラ」　尾木直樹
    2. 「森を活かすチカラ」　稲本正・C.W.ニコル
    3. 「つながるチカラ〜ソーシャルメディア活用術」　津田大介
    4. 「迷ってもあきらめない!　〜震災3年目　私たちの復興プラン〜」　津田大介、木山啓子、西條剛央（過去1年間、講義に参加した塾生の研究発表会）

※第5週は2012年度の総括として、「Best of ゴールデンルール」を放送。サンドウィッチマンと瀧本がこの1年間の放送で特に印象に残ったゴールデンルールを1つずつ挙げた。

- 2013年度
  - 4月：プロデュースするチカラ（講師：秋元康）
  - 5月：漁業のチカラ（講師：上田勝彦）

※この回は5週講義が行われたが、第5週は「きょうの料理」とのコラボレーション企画として、大船渡市で開催された「公開復興サポート　明日へ」の公開講座の模様を放送した
  - 6月：いのちを守るチカラ（講師：石井美恵子）
  - 7月：農業のチカラ（講師：多田克彦）
  - 8月：前を向くチカラ（講師：乙武洋匡）

※第5週は特別篇「東北を応援するチカラ　南三陸町で見つけた　今、私たちにできること」と題し、サンドウィッチマンと塾生が南三陸町の復興支援に携わる様子を55分間に拡大してレポートした。
  - 9月：まちづくりのチカラ（講師：西郷真理子）
  - 10月：地方自治のチカラ（講師：陸前高田市長：戸羽太）

※第5週は9月の「まちづくり」の特別篇として、石巻市で行われた「公開復興サポート　明日へ」での公開講義を放送した
  - 11月：デザインのチカラ（講師：デザイナー：梅原真）
  - 12月：ロボットのチカラ（講師：古田貴之）

※1月は5週あるが、第1週が年始特番編成で休止となるため、12月31日に代替し、特別編「東北を変える　若者のチカラ　〜いま、始めよう〜」として、これまでの講義に受講した生徒から3組のその後を取り上げた。
  - 1月：エネルギーのチカラ（講師：枝廣淳子）
  - 2月：地域医療のチカラ（講師：長純一）
  - 3月
    - 第1週：若者800人のホンネ〜震災から3年　緊急アンケート〜
    - 第2・3週：東北楽天流　夢を勝ちとるチカラ（講師：東北楽天ゴールデンイーグルス球団社長：立花陽三）
    - 第4週：風化とたたかうチカラ　〜せんべいとバス〜

※上記とは別に3月9日16:00-16:55に生放送スペシャル「いまこそ、つながるチカラ」と題して、仙台局のスタジオで震災復興に努める若者たちを集めたディスカッションを放送
※2014年度編成最初の日に当たる3月31日は2013年度の総集編「未来塾のすべて」を放送

- 2014年度
  - 4月：映像のチカラ（講師：是枝裕和）
  - 5月：食のチカラ　（講師：奥田政行）
  - 6月：コーディネートするチカラ（講師：藤沢烈）

※第5週はいわき市で行われた「公開復興サポート　明日へ」で公開講義として行われた、1月の「エネルギー」の特別篇・「未来は変えられる?エネルギー体験教室」を放送
  - 7月：スポーツのチカラ（講師：為末大）
  - 8月：アートのチカラ（講師：中村政人）
  - 9月：生き抜くチカラ（講師：永田宏和）

※第1週は55分の特別篇として、「復興するチカラinアメリカ」と題し、アメリカ合衆国でのオールロケーションで、ハリケーン被害からの復興・災害に対応する街づくりを進めるための取り組みを、震災被災者が実地研修したもの（講師：永松伸吾）を放送
  - 10月：IT農業のチカラ（講師：岩佐大輝）
  - 11月：里海のチカラ（講師：木村尚）
  - 12月：人を動かすチカラ（講師：山本寛斎）
  - 1月：歌声のチカラ（講師：森公美子）
  - 2月：人工林のチカラ（講師：速水亨）
  - 3月：震災と向きあうチカラ（講師：開沼博・武内宏之）

※上記とは別に3月7日、1月放送分の総集編「東北発☆未来塾スペシャル　響け！歌声のチカラ〜モリクミと90人の合唱団〜」が放送された。

- 2015年度
  - 4月：演劇のチカラ（講師：平田オリザ）
  - 5月：言葉のチカラ（講師：ドリアン助川）
  - 6月：線を越えるチカラ（講師：湯浅誠）
    - 第5週：公開復興サポート明日へin宮古（講師：水谷修）

  - 7月：ごちそうさまのチカラ（講師：高橋博之）

## 放送時間
いずれも日本標準時（JST）。
2012年度
- 本放送：金曜日 23:30 - 23:50（Eテレ）、日曜日 15:30 - 15:50（NHKワールド・プレミアム）
- 再放送：土曜日 11:20 - 11:40（Eテレ）、水曜日 11:05 - 11:25（総合テレビ、関東・東北地方を除く地域向けの裏送り。ただし、祝日にあたる日と国会中継があるときは休止）

2013年度
- 本放送：木曜日 23:00-23:20（Eテレ）
- 再放送：土曜日 11:20-11:40（Eテレ）

2014年度～
- 本放送：月曜日 23:00-23:20（Eテレ）
- 再放送：土曜日 11:20-11:40（Eテレ）、水曜日 11:05 - 11:25（総合テレビ、関東地方を除く地域向けの裏送り。ただし、祝日にあたる日と国会中継があるときは休止）
- 2016年の最終週は青春リアル#福島をずっと見ているTVを放送する。